# Bossiaea ensata
Bossiaea ensata är en ärtväxtart som beskrevs av Dc. Bossiaea ensata ingår i släktet Bossiaea och familjen ärtväxter. Inga underarter finns listade i Catalogue of Life.

## Bildgalleri

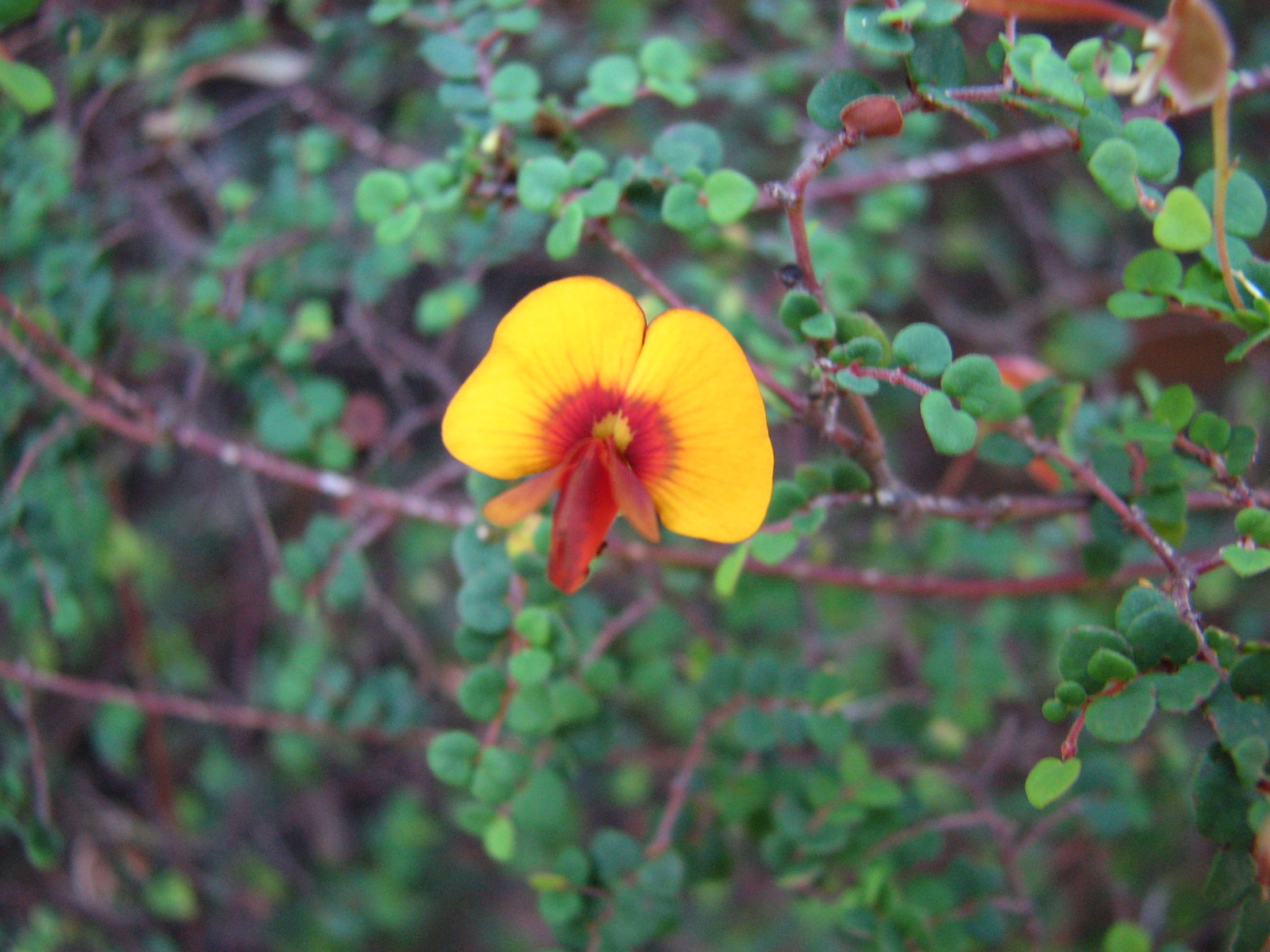
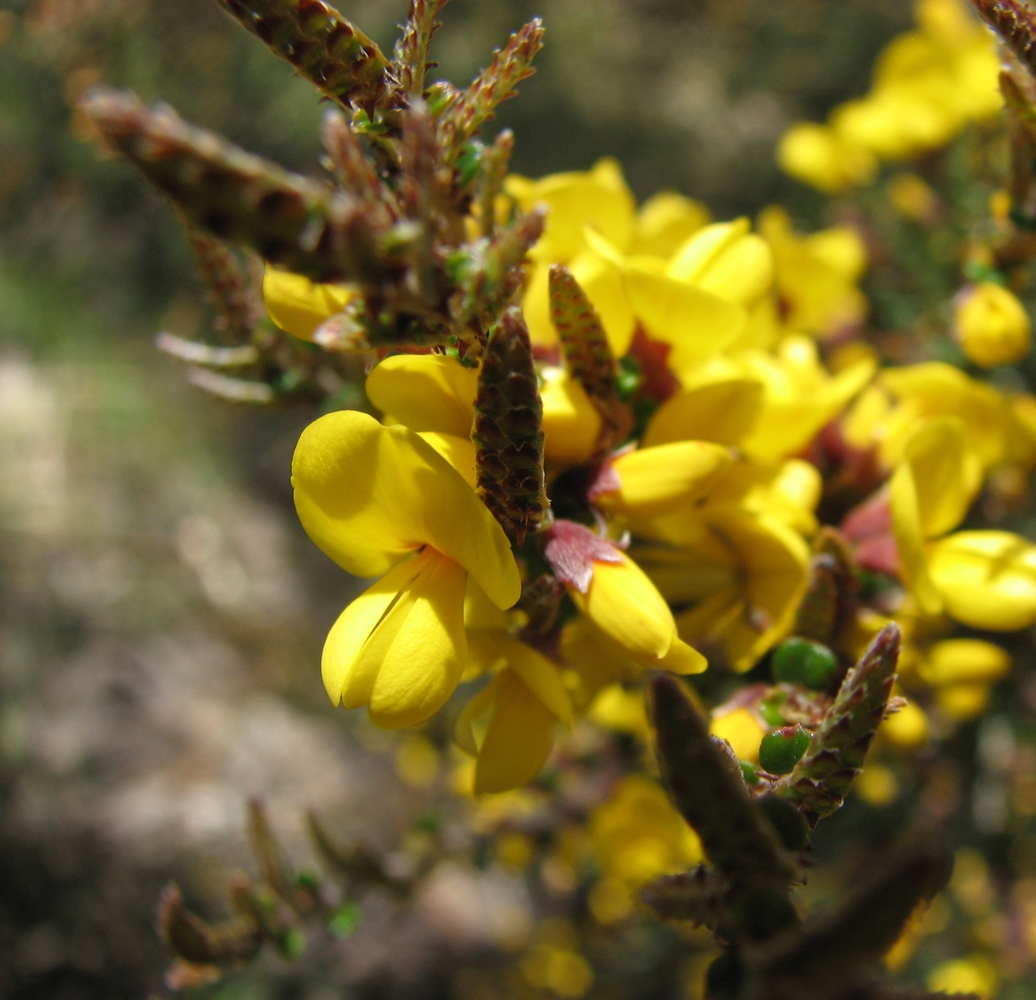
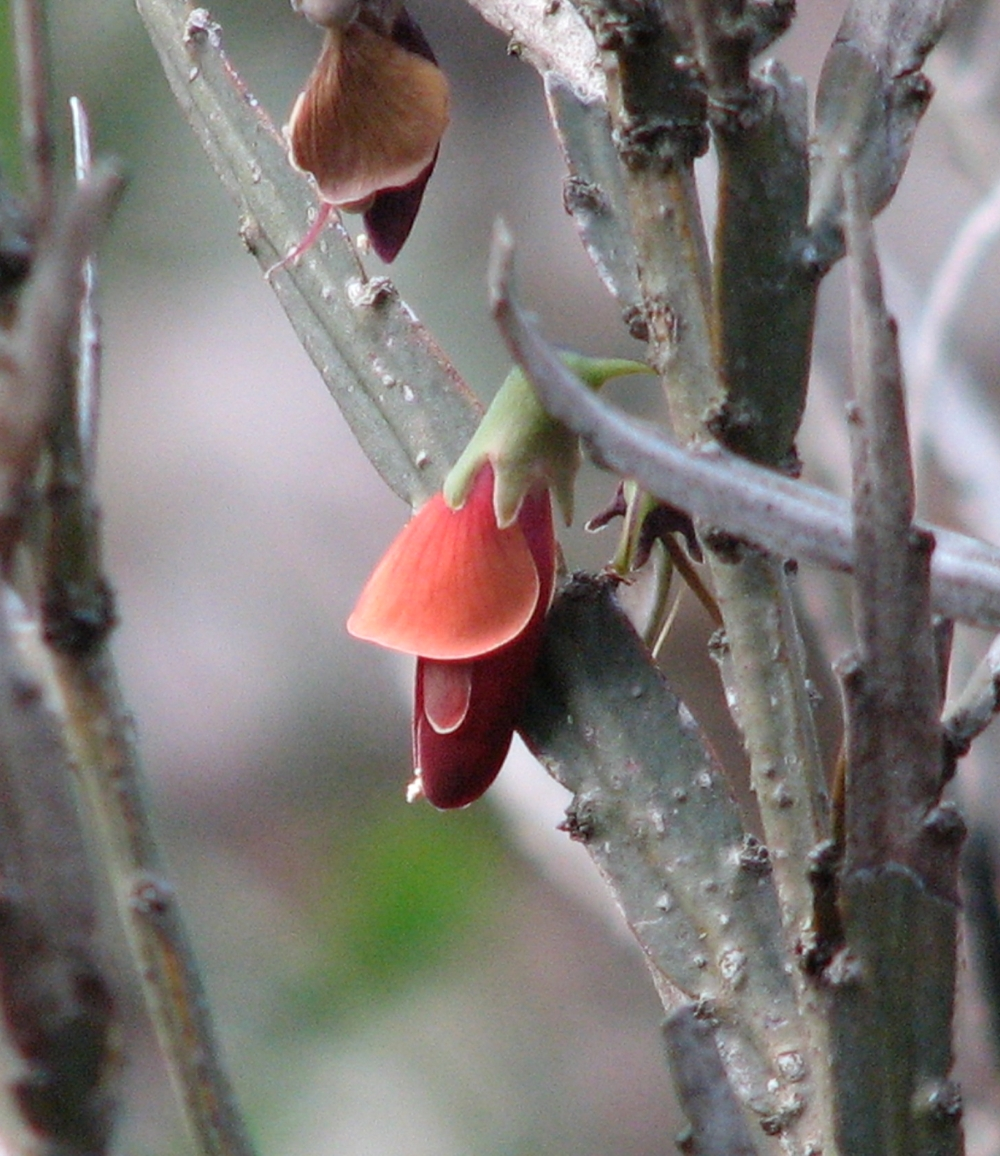
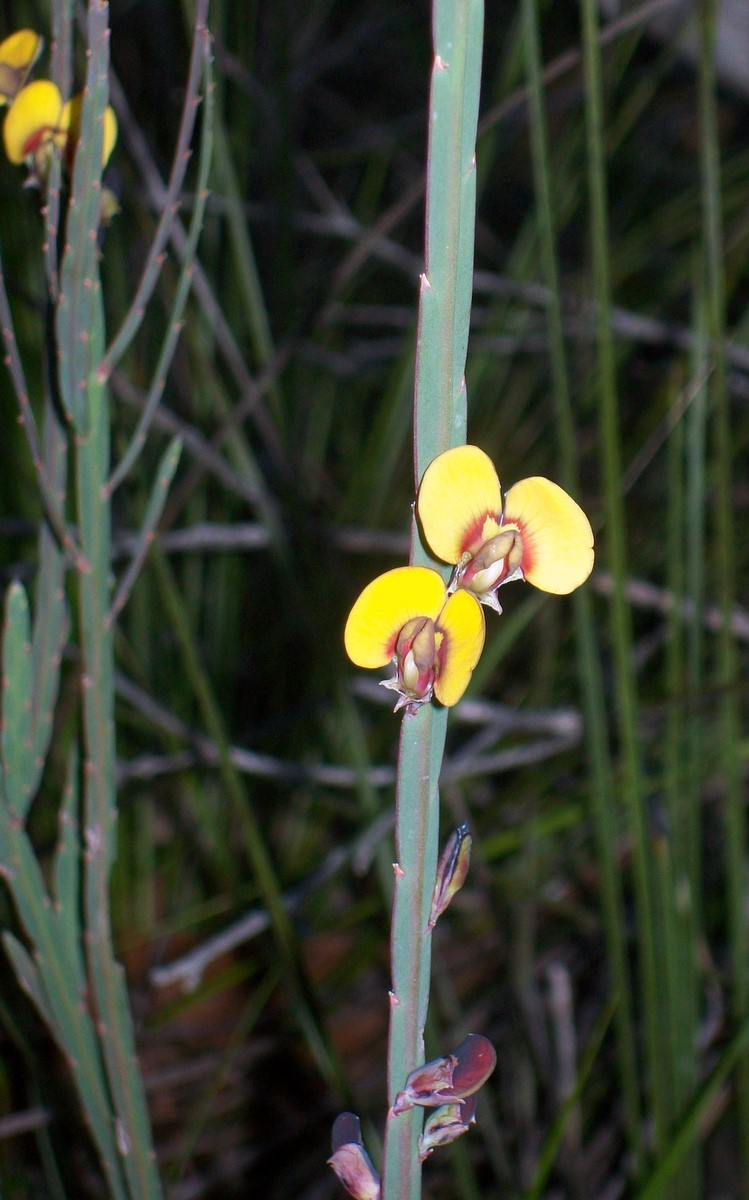